# Ellepijp
|          |  |                                    |
| Ellepijp |  | De ellepijpen zijn rood aangegeven |

De ellepijp of ulna is in het menselijk lichaam het bot dat zich in de onderarm aan de zijde van de pink en de buitenkant van de elleboog bevindt. Het andere bot in de onderarm is het spaakbeen.
Het vormt in hoofdzaak een gewricht met het opperarmbeen (humerus). De ellepijp is voorzien van een haakvormig uitsteeksel dat om de trochlea van het opperarmbeen draait. De harde botstructuur aan de achterzijde van de elleboog is onderdeel van deze haakvorm en wordt het olecranon genoemd.
Aan de distale zijde bevindt zich de processus styloides ulnae.
Van de lengte van de ellepijp is een lengtemaat afgeleid: de el.
schedel · wervelkolom · borstkas · borstbeen · schoudergordel · arm · bekkengordel · been

bot · gewricht · botten van de mens